# Kazimierz Sichulski

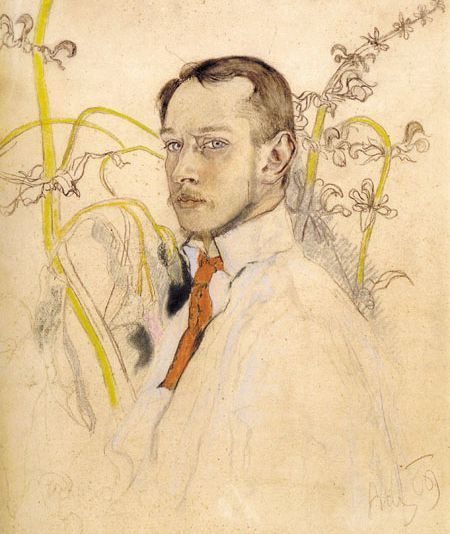
Autorretrato (1909)

Kazimierz Sichulski (Leópolis, 17 de enero de 1879-Leópolis, 6 de noviembre de 1942) fue un litógrafo, caricaturista y pintor polaco asociado con el movimiento Joven Polonia.

## Biografía

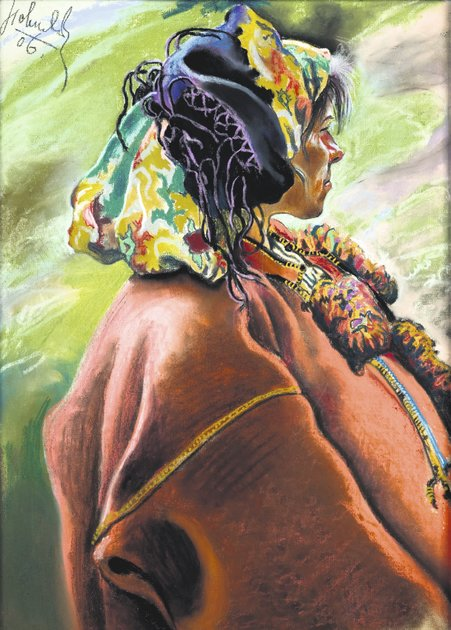
Mujer hutsul, 1906

Su padre era ingeniero ferroviario y falleció cuando Kazimierz era pequeño. Comenzó a estudiar derecho en la Universidad de Leópolis pero interrumpió sus estudios para realizar el servicio militar. De 1900 a 1908, estudió en la Academia de Bellas Artes de Cracovia y recibió una beca para estudiar en Roma, Múnich y París en la Académie Colarossi, en este tiempo se casó con la actriz Bronisława Rudlicka (1875-1920).
Debutó en 1903 en una muestra de la Sociedad de amigos de las Bellas Artes de Cracovia, donde en 1937 sería profesor.
Durante la Primera Guerra Mundial luchó como comandante de artillería en las legiones polacas.
E impartió clases en la uk de Lviv.
Tras la ocupación de Polonia, perdió su rango y su salud empezó a deteriorarse. 